# Torsten Herbst

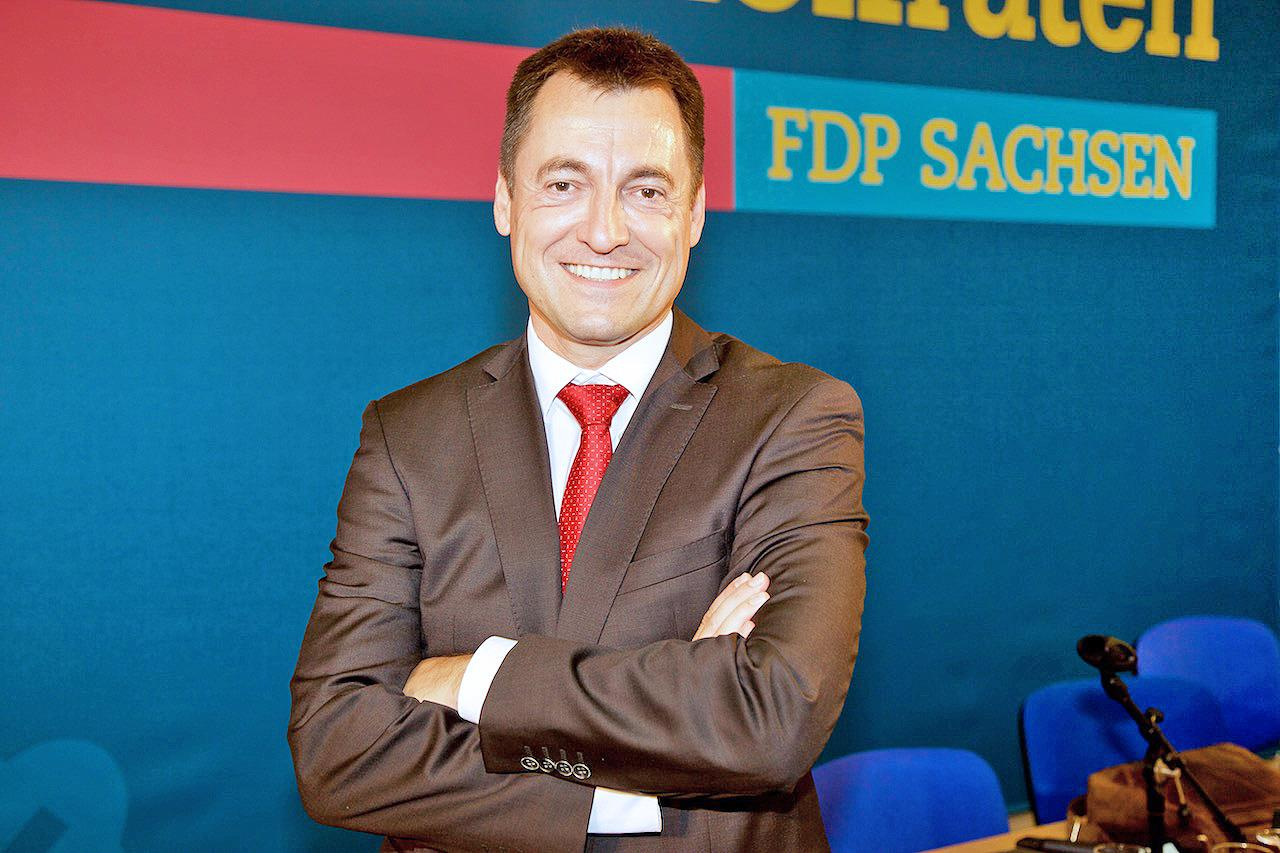
Torsten Herbst, 2017

Torsten Herbst (* 23. August 1973 in Dresden) ist ein deutscher Politiker (FDP) und Kaufmann. Er ist Schatzmeister der FDP Sachsen und gewähltes Mitglied im FDP-Bundesvorstand, ab Dezember 2021 war er zudem Parlamentarischer Geschäftsführer der FDP-Bundestagsfraktion. Von 2017 bis 2025 war Herbst Mitglied des Deutschen Bundestages. Zuvor gehörte er von 2004 bis 2014 als Abgeordneter dem Sächsischen Landtag an.

## Leben und Beruf
Torsten Herbst wuchs im Dresdner Stadtteil Zschertnitz auf, besuchte die Polytechnische Oberschule „Gottfried Semper“ und später das Gymnasium Dresden-Plauen. Seinen Zivildienst absolvierte er in einem Krankenhaus. Anschließend nahm er ein Wirtschaftsstudium an der Hochschule für Technik und Wirtschaft Dresden auf, welches er mit dem Abschluss eines Diplom-Kaufmanns (FH) „International Business Studies“ beendete. Während der Zeit des Studiums besuchte er 1995/96 auch die Liverpool John Moores University.
Nach dem Studium war er als Redaktionsassistent beim MDR und später in der Pressestelle des ADAC Sachsen tätig. Seit 1999 arbeitete er bis zu seinem Einzug in den Bundestag in der Dresdner Werbe- und PR-Agentur Zastrow + Zastrow. Er beriet in dieser Tätigkeit mittelständische Unternehmen in den Bereichen Strategisches Marketing und Öffentlichkeitsarbeit. Auch in seiner Zeit als Landtagsabgeordneter übte er seinen Beruf in eingeschränktem Rahmen weiter aus.
Torsten Herbst ist ledig und hat keine Kinder.

## Politisches Engagement
Torsten Herbst war in der Nachwendezeit Gründungsmitglied der Jungliberalen Aktion Sachsen (JuliA) und von 1997 bis 2000 deren Landesvorsitzender. Er wurde 1999 zum stellvertretenden Landesvorsitzenden der FDP Sachsen gewählt, von 2005 bis 2019 war er Generalsekretär des Landesverbands, seit 2019 ist Herbst Schatzmeister der FDP Sachsen. Seit 2019 ist er außerdem Mitglied im Bundesvorstand der FDP.

## Abgeordnetentätigkeit
Von 2004 bis 2014 war er Mitglied des Sächsischen Landtags. Er wurde bei den Landtagswahlen 2004 und 2009 über die Landesliste der FDP Sachsen gewählt, das Scheitern seiner Partei an der 5-Prozent-Hürde bei der Landtagswahl 2014 verhinderte den Wiedereinzug. Innerhalb des Landtages war er stellvertretender Vorsitzender im Ausschuss für Wirtschaft, Arbeit und Verkehr sowie Mitglied im Ausschuss für Geschäftsordnung und Immunitätsangelegenheiten. Außerdem fungierte er als Parlamentarischer Geschäftsführer und Schatzmeister der FDP-Fraktion, für die er innerhalb des Parlaments auch die Aufgabe des wirtschafts-, arbeitsmarkt- und verkehrspolitischer Sprechers sowie des medien- und europapolitischer Sprechers übernahm.
Im Vorfeld der Bundestagswahl 2017 wurde er von FDP Sachsen als Spitzenkandidat nominiert und trat im Wahlkreis Bautzen I als Direktkandidat seiner Partei an. Er schaffte so den Sprung in den 19. Deutschen Bundestag. Dort agierte er in der 19. Wahlperiode als FDP-Obmann im Ausschuss für Verkehr und digitale Infrastruktur sowie als stellvertretendes Mitglied im Haushaltsausschuss.
Zur Bundestagswahl 2021 stellte ihn sein Landesverband erneut als Spitzenkandidat auf, er trat zudem als Direktkandidat im Wahlkreis Dresden I an. Er gehört nun auch dem 20. Deutschen Bundestag an. Am 7. Dezember 2021 wurde er zu einem von vier Parlamentarischen Geschäftsführern der FDP-Bundestagsfraktion gewählt. Er ist zudem ordentliches Mitglied im Haushaltsausschuss, im Ältestenrat und dem Gemeinsamen Ausschuss sowie stellvertretendes Mitglied im Verkehrsausschuss sowie im Ausschuss für Wahlprüfung, Immunität und Geschäftsordnung.
Bei der Bundestagswahl 2025 führte Herbst zum dritten Mal die sächsische Landesliste der FDP an und war erneut Direktkandidat im Wahlkreis Dresden I. Durch das Scheitern der FDP an der Fünf-Prozent-Hürde schied Herbst aus dem Bundestag aus. In seinem Wahlkreis gewann Herbst 3,4 Prozent der Erststimmen.